# Вік — невідомий
«Вік — невідомий» (швед. Ålder okänd) — шведський мінісеріал від сценариста та режисера Річарда Гоберта. Демонструвався трьома частинами на телеканалі ST у січні 1991 року, на DVD фільм вийшов у 2011 році.

## Сюжет
Доктор та дослідник-геріатрік Пітер Волл знаходить свого колишнього колегу Курта Ретке, та створює власну клініку здоров'я, при цьому Воллс звертається до нього за допомогою. Виявляється, що Ретке розпочав працювати над методом уповільнення процесу старіння, але зазнав труднощів.

## У ролях
- Свен-Бертіл Таубе - Пітер Волл
- Гаррієт Андерссон - Маріанн Ретке
- Ларс Гумбле - Курт Ретке
- Кайза Рйнгардт - Катаріна Ретке
- Свен Ліндберг - Дальберг
- Ян Тізеліус - Бореліус
- Томас Унгвіттер - Лакарен
- Евабрітт Страндберг - Крістіна Лінд
- Ларс Пасгардт - актор
- Еверт Ліндквіст - менеджер-керівник